# Sándor Radó
Sándor Radó (ur. 8 stycznia 1890 w Kisvárdzie, zm. 14 maja 1972 w Nowym Jorku) – węgierski psychoanalityk i lekarz; współzałożyciel Węgierskiego Towarzystwa Psychoanalitycznego; współzałożyciel i dyrektor New York School of Psychiatry, State University of New York.
Kształcił się na uczelniach w Berlinie, Bonn i Budapeszcie. W 1938 roku został obywatelem Stanów Zjednoczonych.